# Pëtr Sčastlivyj
Pëtr Vasil'evič Sčastlivyj (in russo Пётр Васи́льевич Счастли́вый?; Vichorevka, 18 aprile 1979) è un hockeista su ghiaccio russo.

## Palmarès

### Mondiali
- 1 medaglia:
  - 1 bronzo (Russia 2007)